# Frankie Austin
Frank Samuel "Pee Wee" Austin (22 de mayo de 1917-15 de enero de 1960) fue un jugador béisbol profesional panameño.

## Trayectoria
Fue un campocorto en las ligas negras y ligas menores. jugó profesionalmente desde 1944 hasta 1956, jugando con los Philadelphia Stars de la Liga Nacional Negra de 1944 a 1948. Jugó en el Juego de Estrellas Este-Oeste de 1945. Austin jugó en la Liga Internacional en 1949 y en la Liga de la Costa del Pacífico de 1949 a 1956. Aunque nunca jugó en las Grandes Ligas, Austin fue uno de los dos primeros jugadores negros en jugar para la organización de los Yankees de Nueva York en 1949 junto con Luis Márquez.

## enlaces externos
- Esta obra contiene una traducción total derivada de «Frankie Austin» de Wikipedia en inglés, publicada por sus editores bajo la Licencia de documentación libre de GNU y la Licencia Creative Commons Atribución-CompartirIgual 4.0 Internacional.
- Frankie Austin en Baseball Reference
- Frankie Austin en MLBPTY

- Datos: Q5490910